# Lathyrus fissus
Lathyrus fissus är en ärtväxtart som beskrevs av John Ball. Lathyrus fissus ingår i släktet vialer, och familjen ärtväxter. Inga underarter finns listade i Catalogue of Life.